# 架構式構造
架構式構造（かこうしきこうぞう）は、柱や梁等の細長い部材で床や屋根等を支える構造である。柱・梁構造、楣（まぐさ）式構造とも呼ばれる。これに対して、壁体で構造物を支えるものは、壁構造、組積造等という。

## 概要

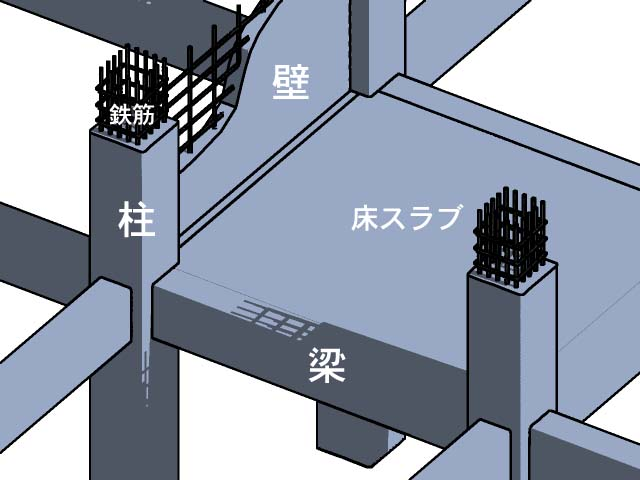
架構式構造（ラーメン構造）。柱と梁で床スラブを支える。

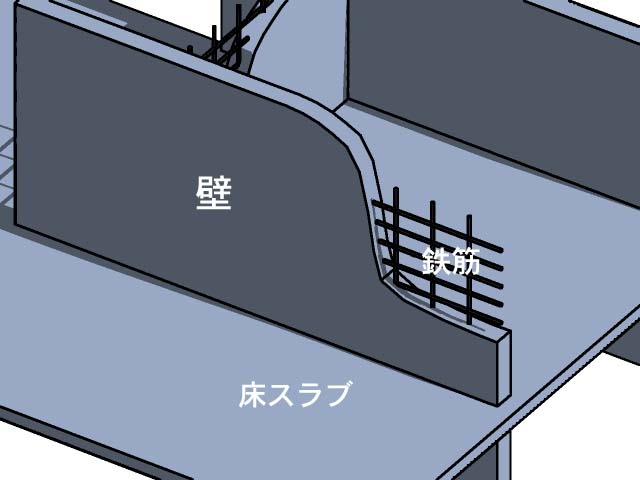
壁構造。壁体で床スラブを支える。

古くからの建築工法として、建材としての木材が豊富な文化圏ではまず柱を地表に立て、次に柱と柱を横材でつなぎ（これを梁、桁という）それによって上部構造物を支える仕組みが発達した。一方建材に適した木材が乏しい地域では、日乾し煉瓦や土等で堅固な壁体をつくり、壁によって構造物の主体をなす工法が発達した。前者が架構式構造であり、後者が壁構造である。
架構式構造では、柱と梁を主な構造体として、その間に壁を造るため、開口部を大きく取ることができる。煉瓦造などの壁構造に開口部を造る場合、開口部に横材のまぐさ石を置いていたが、石材の大きさに限界があるため、一般家屋などでは余り大きな開口部を取ることが出来なかった。アーチの発明・利用が進んだのも開口部を広く取るための工夫といえる。なお、壁構造であっても屋根は小屋組みでつくるなど、部分的に架構式工法が用いられることが多い。
日本の木造住宅に見られる木造軸組構法は、伝統的な架構式構造である。木造であっても、ログハウスや2×4工法などのように、壁体で床、屋根を支えるものもある。古代ギリシャ神殿は、かつて木造であったものが石材に置き換えられたと考えられており、パルテノン神殿などは石造りでありながら柱と梁で切妻屋根を支える構造となっている。同じ神殿でもジッグラトのようなオリエントの神殿は日乾し煉瓦を積み上げた組積造である。
近代以降普及を見た鉄筋コンクリート構造（RC造）においては、架構式構造の一種であるラーメン構造が広く利用されている。ラーメン構造は構造部材の接合箇所を剛接合したものである。RC造の工法としては、現場で鉄筋を組み、コンクリートを打設して、柱、梁、床スラブを形成する方法が主流であるが、予め工場で製造したプレキャストコンクリートを用いるものも増えている。鉄筋コンクリートの壁構造は、高層化が困難であること等から、中低層建築での利用が中心であり、架構式構造ほどは利用されていない。
なお、近年は、木造建築においてもRC造建築においても、耐震等のために耐力壁が設けられており、厳密には架構式構造ではなくなっている。